# KEYABINGO!
KEYABINGO!(케야빙고!)는 일본의 닛폰 TV에서 2016년부터 방송되는 버라이어티 프로그램이다.

## 개요
AKBINGO!, NOGIBINGO!에 이어 BINGO! 시리즈의 제3장로서 개시된 케야키자카46의 버라이어티 프로그램.

## 출연자

### 레귤러
- 케야키자카46
  - 이시모리 니지카, 우에무라 리나, 오제키 리카, 오다 나나, 코이케 미나미, 코바야시 유이, 사이토 후유카, 사토 시오리, 스가이 유카, 스즈모토 미유, 나가사와 나나코, 나가하마 네루, 하부 미즈호, 하라다 아오이, 히라테 유리나, 모리야 아카네, 와타나베 리카, 와타나베 리사
- 히라가나 케야키자카46 (히라가나 케야키, 현 히나타자카46)
  - 이구치 마오, 우시오 사리나, 카키자키 메미, 카게야마 유카, 카토 시호, 카네무라 미쿠, 카와타 히나, 코사카 나오, 사이토 쿄코, 사사키 쿠미, 사사키 미레이, 타카세 마나, 타카모토 아야카, 토미타 스즈카, 니부 아카리, 하마기시 히요리, 히가시무라 메이, 마츠다 코노카, 미야타 마나모, 와타나베 미호
- MC
  - 샌드위치 맨 (테츠 아키오, 토미자와 타케시)

## 같이 보기
- AKBINGO!
- NOGIBINGO!
- HINABINGO!